# 馮定國
馮定國（1950年9月24日—2018年6月5日），中華民國政治人物，中國國民黨籍，曾代表親民黨及新黨任職四屆立法委員。1980年代曾任公共電視節目《研究與發展》主持人。在2006年百萬人民倒扁運動期間，馮定國曾擔任副總指揮。而在2006年6月，親民黨主席宋楚瑜不分晝夜發動在立法院群賢樓靜坐，馮定國也是活動的總指揮。2008年（第七屆）立委選舉登記前夕，宣布退選並禮讓臺中縣第七選區予中國國民黨籍立委江連福。2008年1月31日，卸下連任三屆12年的立法委員職務，淡出政壇。
2018年6月5日凌晨2時，因心肌梗塞病逝。
過去位於臺北市中山北路與忠孝東路交界，屬於地標建築的中央大樓，曾長期高掛「馮定國祝福你」的廣告，此一廣告到中央大樓進行拉皮改造後才遭拆除，也成為不少人到台北的第一印象和回憶。

## 爭議

### 鋼管事件
- 2004年5月17日，時任親民黨籍立委的馮定國聲稱接到民間檢舉，表示總統陳水扁在319槍擊案中肚子上的槍傷是一根挖空的鋼管造成的，並且在堂堂議事殿堂中拉開襯衫露出肚皮，模擬可能的中槍過程。然而此舉引起刑事局長侯友宜回應「你想像力太豐富啦！」，而民進黨立委林重謨也吐槽「翻盤不了啦！真的哪裡可以翻盤！拿一個鋼管在那邊比來比去，就可以翻盤，哪裡有這種事！」。[7]

### 房屋借名登記案
馮定國過世後，其遺孀與家屬發生家產糾紛。事件起因於馮定國於北市東興路興建的中國工商大樓共8戶房屋。1995年時許，房屋甫落成，但礙於馮定國屬民意代表需做財產申報，他擔心自己名下的房屋暴增，會引發對手批評，因此與母親及姐姐馮定亞商討決定以借名登記的方式處理。未料，於馮定國過世後，其胞姊馮定亞夫婦霸佔兩戶借名登記取得的北市房產，與其遺孀苑倚曼與三名子女展開一連串官司訴訟。

## 選舉紀錄
| 年度 | 選舉屆數               | 選舉區           | 所屬政黨   | 得票數 | 得票率 | 當選標記 | 備註 |
| ---- | ---------------------- | ---------------- | ---------- | ------ | ------ | -------- | ---- |
| 1985 | 第五屆臺北市議員選舉   | 臺北市第四選舉區 | 中國國民黨 | 22,554 | 14.29% |          |      |
| 1991 | 第二屆國民大會代表選舉 | 臺北市第三選舉區 | 中國國民黨 | 32,096 | 8.23%  |          |      |
| 1995 | 第三屆立法委員選舉     | 臺中縣選舉區     | 新黨       | 75,300 | 11.79% |          |      |
| 1998 | 第四屆立法委員選舉     | 臺中縣選舉區     | 新黨       | 37,593 | 5.66%  |          |      |
| 2001 | 第五屆立法委員選舉     | 臺中縣選舉區     | 親民黨     | 56,020 | 8.47%  |          |      |
| 2004 | 第六屆立法委員選舉     | 臺中縣選舉區     | 親民黨     | 55,419 | 8.76%  |          |      |

## 褒揚令
立法院前立法委員馮定國，躬蹈惇謹，雋秀宏達。少歲卒業中國文化大學經濟系，旋負笈遊美，獲紐約市立大學電腦碩士、丹佛大學電腦教育博士學位，刻勵自持，砥淬成器。返臺後，出任中國文化大學資訊學系系主任，浸淫數位科技範疇，豐衍專業學門領域，涵濡啟迪，化育薪傳。復膺任臺北市議員、國民大會代表等職，宣勤枌榆，暢申民瘼。尤於榮膺四屆立法委員期間，協策九二一大地震紓困，籌募救難資源，匡濟災後重建，幹練奮勉，執義懷仁。嗣於厲風肆虐之際，力促河川積淤疏濬，強化水情災防措施，殫誠畢慮，遠見嘉謨。復潛心臺中生活圈道路整合工程，推動環狀公路系統，厚植聯外交通網絡，策謀折衝，澤惠梓里。綜其生平，敷教上庠以培成多士，馳騁議苑則懋績脩廣，琢玉碩彥，讜論宏聲；楷範卓行，矜式流詠。驟聞溘然長辭，軫悼良深，應予明令褒揚，用示政府崇念英賢之至意。

總　　　統　蔡英文　　　　

行政院院長　賴清德　　　　

## 外部連結
- 立法院 -馮定國委員 （页面存档备份，存于）